# Miss Peru
O Miss Peru (oficialmente Organización Miss Perú) é um concurso de beleza que é realizado anualmente no Peru. O concurso, que existe desde 1952, tem por objetivo escolher uma candidata que possa representar o país no Miss Universo - e atualmente (maio de 2023) também para o Miss Internacional, Miss Grand Internacional e do Miss Supranacional.  
A atual presidente da organização, desde 2014, é a Miss Peru 1987, Jessica Newton.  
Este concurso, sob o nome Organización Miss Perú, é totalmente separado de outro, de propriedade de Ernesto "Tito" Paz, que tem os direitos de selecionar as representantes para o Miss Mundo e o Miss Terra. 

## História
O Peru realizou seu primeiro evento de beleza em 1930, sendo Emma McBride eleita a primeira Miss Peru (Señorita Peru ) da história. Este concurso foi promovido pelo jornal La Crónica e pela revista Variedades e decorreu no Hotel Country Club Lima. Após ser recebida no Palácio do Governo pelo Presidente Augusto B. Leguía, Emma foi para Miami para participar do Concurso de Beleza Latino-Americano, onde obteve o terceiro lugar.  
O Peru competiu pela primeira vez no Miss Universo em 1952 e no Miss Mundo em 1959 e conseguiu a primeira coroa de Miss Universo da América Latina em 1957, com Gladys Zender. O país só voltaria ao Top 3 em 2020, com Janick Maceta. 
Assim como é separado do Miss Mundo, o certame também era separado do Miss Internacional, sendo de Rossana Ramos Miranda a diretora nacional para esta franquia. No entanto, a Organización Miss Perú é atualmente (maio de 2023, conforme descrito no Instagram oficial) dono das franquias deste concurso, do Miss Grand Internacional e do Miss Supranacional. 
| Ano  | Miss Peru                            | Cidade     | Colocação              |
| 1952 | Ada Gabriela Bueno                   | Apurímac   |                        |
| 1953 | Mary Ann Sarmiento                   | Ucayali    | Semifinalista (Top 15) |
| 1954 | Isabella Dancuarth                   | Lima       | Semifinalista (Top 15) |
| 1956 | Lola Sabogal Morzán                  | El Callao  | Semifinalista (Top 15) |
| 1957 | Gladys Rosa Zender                   | Lima       | Miss Universo 1957     |
| 1958 | Beatriz Boluarte                     | Lima       | Semifinalista (Top 15) |
| 1959 | Guadalupe Hawkis                     | El Callao  |                        |
| 1960 | Medadit Gallino                      | Ica        |                        |
| 1961 | Carmela Bedoya                       | Ayacucho   | Semifinalista (Top 15) |
| 1962 | Sílvia Ruth Dedeking                 | Lima       |                        |
| 1963 | Dora Toledano Godier                 | Loreto     |                        |
| 1964 | Miluska Vondrak Steel                | Moquegua   |                        |
| 1965 | Freida Holler Figalo                 | Lima       | Semifinalista (Top 15) |
| 1966 | Madeline Houghton                    | Arequipa   | Semifinalista (Top 15) |
| 1967 | Mirtha Sommaruga                     | El Callao  |                        |
| 1968 | Maria Esther Brambilla               | Lima       |                        |
| 1969 | Maria Julia Mantilla Mayer           | Trujillo   | Semifinalista (Top 15) |
| 1970 | Cristina Málaga Butrón               | Lima       |                        |
| 1971 | Magnolia Martínez                    | Lima       |                        |
| 1972 | Carmen Mosquetti                     | Lima       | Semifinalista (Top 12) |
| 1975 | Lourdes Berninzon                    | Lima       |                        |
| 1976 | Rocio Rita Lazcano                   | Junín      |                        |
| 1977 | Maria Isabel Zavala                  | Cajamarca  |                        |
| 1978 | Roksana Zumarán                      | Arequipa   | Semifinalista (Top 12) |
| 1979 | Jacqueline Brahm                     | Lima       |                        |
| 1980 | Mariailce Figueroa                   | Huánuco    |                        |
| 1981 | Gladys Silva Cansino                 | Lima       |                        |
| 1982 | Maria Francesca Zazá                 | Lima       | Semifinalista (Top 12) |
| 1983 | Vivien Griffiths Shields             | Lima       |                        |
| 1984 | Fiorella Ferrari Iglesias            | Lima       |                        |
| 1985 | Maria Galleno Bedoya                 | Lima       |                        |
| 1986 | Karin Mercedes Lindemann             | Piura      |                        |
| 1987 | Jessica Patricia Vasquez             | El Callao  | Semifinalista (Top 10) |
| 1988 | Katia Mirella Escudero               | Liberdade  |                        |
| 1989 | Mariana Sovero McKay                 | Lima       |                        |
| 1990 | Marisol Martínez                     | Arequipa   |                        |
| 1991 | Eliana Martínez                      | El Callao  |                        |
| 1992 | Aline Arce Santos                    | Arequipa   |                        |
| 1993 | Deborah Luna                         | Lima       |                        |
| 1994 | Karina Calmet                        | El Callao  |                        |
| 1995 | Paola Dellepiane Gianotti            | Amazonas   |                        |
| 1996 | Natalí Patricia Sacco Angeles        | Liberdade  | Semifinalista (Top 10) |
| 1997 | Claudia Maria Dopf Scarsi            | Ancash     |                        |
| 1998 | Karin Bernal                         | Huánuco    |                        |
| 1999 | Fabiola Lazo                         | Lima       |                        |
| 2000 | Veronica Rueckner                    | Piura      |                        |
| 2001 | Viviana Rivas Plata                  | Lambayeque |                        |
| 2002 | Adriana Zubiate Flores               | El Callao  |                        |
| 2003 | Claudia Ortiz de Zevallos            | Arequipa   | Semifinalista (Top 15) |
| 2004 | Liesel Holler Sotomayor              | Pasco      |                        |
| 2005 | Debora Sulca Cravero                 | Cajamarca  | Semifinalista (Top 10) |
| 2006 | Fiorella Viñas                       | Lambayeque |                        |
| 2007 | Jimena Rocca                         | Ica        |                        |
| 2008 | Karol Stephanie Castillo Pinillos    | Trujillo   |                        |
| 2009 | Karen Susana Schwarz Espinoza        | Amazonas   |                        |
| 2010 | Giuliana Zevallos Roncagliolo        | Loreto     |                        |
| 2011 | Natalie Diane Vértiz González        | Lima       |                        |
| 2012 | Nicole Faverón Vázquez               | Iquitos    | Semifinalista (Top 16) |
| 2013 | Cindy Mejía Santa María              | Lima       |                        |
| 2014 | Jimena Rumini Espinoza Vecco         | Lima       |                        |
| 2015 | Laura Vivian Spoya Solano            | Lima       |                        |
| 2016 | Valeria Piazza Vásquez               | Lima       | Semifinalista (Top 13) |
| 2017 | Prissila Stephany Howard Neira       | Lima       |                        |
| 2018 | Romina Lozano Saldaña                | El Callao  |                        |
| 2019 | Kelin Poldy Rivera Kroll             | Arequipa   | Semifinalista (Top 10) |
| 2020 | Janick Alexandra Maceta del Castillo | Peru EUA   | Finalista (Top 5)      |
| 2021 | Yely Margoth Rivera Kroll            | Arequipa   |                        |
| 2022 | Alessia Rovegno                      | Lima       | Semifinalista (Top 16) |
| 2023 | Camila Escribens                     | Peru EUA   | Semifinalista (Top 10) |
| 2024 | Tatiana Calmell                      | Talara     | ASA                    |